# Samal (Davao do Norte)
Samal é um cidade de  quarta classe de renda da cidade (d) na província Davao do Norte, nas Filipinas. De acordo com o censo de 1 de maio  de  2020 possui uma população de 116 771 pessoas e 29 973 domicílios.